# Сен-Клеман (Коррез)
Сен-Клема́н (фр. Saint-Clément, окс. Sent Clement) — коммуна во Франции, находится в регионе Лимузен. Департамент — Коррез. Входит в состав кантона Сейяк. Округ коммуны — Тюль.
Код INSEE коммуны — 19194.
Коммуна расположена приблизительно в 400 км к югу от Парижа, в 70 км юго-восточнее Лиможа, в 11 км к северо-западу от Тюля.

## Население
Население коммуны на 2008 год составляло 1226 человек.
| 1962 | 1968 | 1975 | 1982 | 1990 | 1999 | 2008 |
| ---- | ---- | ---- | ---- | ---- | ---- | ---- |
| 833  | 945  | 853  | 877  | 908  | 1011 | 1226 |

## Администрация
| Период | Период | Фамилия      | Партия                              | Примечания |
| ------ | ------ | ------------ | ----------------------------------- | ---------- |
| 1989   | 2008   | Жан-Пьер Шез | Французская коммунистическая партия |            |
| 2008   |        | Даниель Комб |                                     |            |

## Экономика

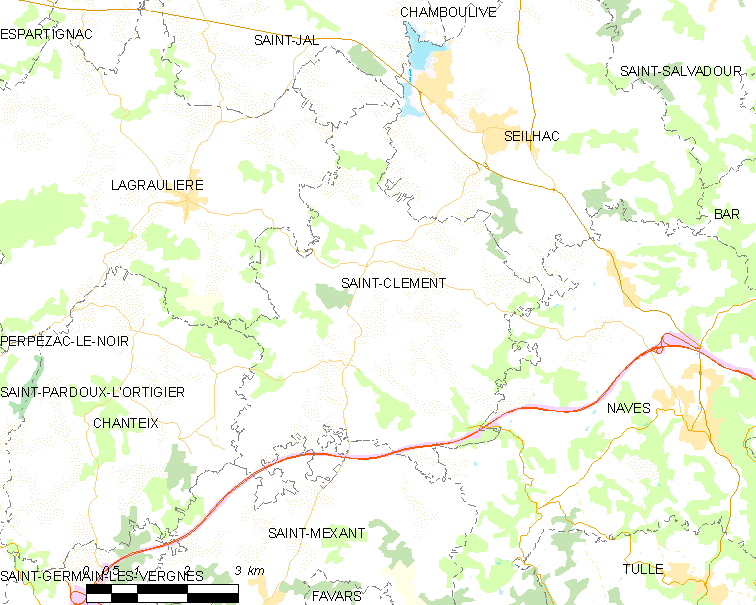
Карта коммуны

В 2007 году среди 723 человек в трудоспособном возрасте (15-64 лет) 539 были экономически активными, 184 — неактивными (показатель активности — 74,6 %, в 1999 году было 70,3 %). Из 539 активных работали 510 человек (266 мужчин и 244 женщины), безработных было 29 (13 мужчин и 16 женщин). Среди 184 неактивных 59 человек были учениками или студентами, 71 — пенсионерами, 54 были неактивными по другим причинам.

## Достопримечательности
- Церковь Сен-Клеман (XIII—XIV века). Памятник истории с 1990 года[3]
- Часовня Сен-Лу (XII век). Памятник истории с 1977 года[4]